# Lijst van families van schildpadden
Onderstaand een lijst van families van schildpadden in tabelvorm met wetenschappelijke naam (klik hierop voor de familie), Nederlandse naam, het aantal moderne soorten, een beschrijving en een voorbeeldsoort met afbeelding, indien beschikbaar. Uitgestorven groepen zoals de Protostegidae zijn weggelaten.
| Onderorde Cryptodira (Halsbergers) 4 superfamilies, 11 families |                                     |         | |                                                            |                           |
| Familie                                                         | Nederlandse naam                    | Soorten | Beschrijving | Voorbeeldsoort                                             | Afbeelding voorbeeldsoort |
| Superfamilie Chelonioidea 2 families                            |                                     |         | |                                                            |                           |
| Cheloniidae Press, 1987                                         | Zeeschildpadden                     | 6       | Zeeschildpadden worden meestal meer dan een meter lang en behoren tot de grootste schildpadden. De soorten zijn op een na allemaal bedreigd.                                                  | Karetschildpad (Eretmochelys imbricata)                    |                           |
| Dermochelyidae Gray, 1825                                       | Lederschildpadden                   | 1       | Er zijn meerdere soorten bekend, maar op een na zijn de lederschildpadden uitgestorven. De enige overgebleven soort is de lederschildpad.                                                     | Lederschildpad (Dermochelys coriacea)                      |                           |
| Superfamilie Chelydroidea 3 families                            |                                     |         | |                                                            |                           |
| Chelydridae Swainson, 1951                                      | Bijtschildpadden                    | 5       | De bijtschildpadden zijn een kleine familie waarvan de vertegenwoordigers vaak een zeer grote kop hebben die niet kan worden teruggetrokken in het schild.                                    | Bijtschildpad (Chelydra serpentina)                        |                           |
| Dermatemydidae Gray, 1870                                       | Tabascoschildpadden                 | 1       | De familie is monotypisch, er is maar een soort: de tabascoschildpad (Dermatemys mawii) | Tabascoschildpad (Dermatemys mawii)                        |                           |
| Kinosternidae Agassiz, 1857                                     | Modder- en muskusschildpadden       | 31      | De modderschildpadden leven in Noord- en Zuid-Amerika. Ze eten voornamelijk vlees en scheiden een smerig ruikende stof af bij verstoring.                                                     | Muskusschildpad (Sternotherus odoratus)                    |                           |
| Superfamilie Testudinoidea 4 families                           |                                     |         | |                                                            |                           |
| Emydidae Rafinesque, 1815                                       | Moerasschildpadden                  | 130     | De moerasschildpadden leven in Europa en Noord- en Zuid-Amerika | Europese moerasschildpad (Emys orbicularis)                |                           |
| Geoemydidae Theobald, 1868                                      | Geen                                | 71      | Deze familie komt vrijwel wereldwijd voor, de soorten lijken wat betreft levenswijze op de moerasschildpadden.                                                                                | Kaspische beekschildpad (Mauremys caspica)                 |                           |
| Platysternidae Gray, 1869                                       | Grootkopschildpadden                | 1       | Er is maar één soort: de grootkopschildpad (Platysternon megacephalum). | Grootkopschildpad (Platysternon megacephalum)              |                           |
| Testudinidae Gray, 1825                                         | Landschildpadden                    | 47      | Vooral de grootste soorten zijn bekend, maar de meeste soorten bereiken een schildlengte van 10 tot 30 centimeter. De soorten hebben een zware bepantsering maar zijn hierdoor niet erg snel. | Griekse landschildpad (Testudo hermanni)                   |                           |
| Superfamilie Trionychoidea 2 families                           |                                     |         | |                                                            |                           |
| Carettochelyidae Boulenger, 1887                                | Nieuw-Guinese tweeklauwschildpadden | 1       | Er zijn vier soorten bekend, waarvan er drie zijn uitgestorven. De enige moderne soort is de Nieuw-Guinese tweeklauwschildpad                                                                 | Nieuw-Guinese tweeklauwschildpad (Carettochelys insculpta) |                           |
| Trionychidae Fitzinger, 1826                                    | Weekschildpadden                    | 34      | De weekschildpadden hebben geen hoornplaten en een leer-achtige huid. Alle soorten zijn sterk op het water aangepast.                                                                         | Chinese drieklauw (Pelodiscus sinensis)                    |                           |
| Onderorde Pleurodira (Halswenders) 3 families                   |                                     |         | |                                                            |                           |
| Familie                                                         | Nederlandse naam                    | Soorten | Beschrijving | Voorbeeldsoort                                             | Afbeelding voorbeeldsoort |
| Chelidae Gray, 1825                                             | Slangenhalsschildpadden             | 65      | De slangenhalsschildpadden komen voor in Australië, Nieuw-Guinea en Zuid-Amerika, de soorten hebben meestal een relatief lange nek.                                                           | Langnekslangenhalsschildpad (Chelodina longicollis)        |                           |
| Superfamilie Pelomedusoidea 2 families                          |                                     |         | |                                                            |                           |
| Pelomedusidae Cope, 1868                                        | Scheenplaatschildpadden             | 27      | De soorten komen voor in Afrika, ze leven van kleine waterdieren als weekdieren en wormen. | Afrikaanse moerasschildpad (Pelomedusa subrufa)            |                           |
| Podocnemididae Cope, 1868                                       | Geen                                | 8       | De soorten komen voor op Madagaskar in Afrika en in Zuid-Amerika. De soorten blijven met 20 of 30 centimeter klein.                                                                           | Terekayschildpad (Podocnemis unifilis)                     |                           |